# Flyvecertifikat
Et flyvecertifikat er et certifikat, som kræves for at få lov til at føre civile luftfartøjer. Der findes forskellige typer af flyvecertifikater. Uddannelsen der fører til et flyvecertifikat skal tages ved en godkendt flyveskole. Siden omkring 1919 er flyvecertifikater blevet udstedt af statslige luftfartsmyndigheder; i Danmark udstedes flyvecertifikater af Trafik-, Bygge- og Boligstyrelsen. I EU's medlemsstater udstedes flyvecertifikater i henhold til retningslinjer fra Det Europæiske Luftfartssikkerhedsagentur (EASA).